# El Salvador (Kuba)
El Salvador ist eine Stadt und ein Municipio im Südosten Kubas und gehört zur Provinz Guantánamo.

## Geografie
Das Municipio El Salvador hat eine Gesamtfläche von 630,38 km². Es liegt an den Provinzgrenzen zu Santiago de Cuba im Westen und Holguín im Norden. Östlich der Gemeinde liegt das Municipio der Provinzhauptstadt Guantánamo und im Süden Niceto Pérez.

## Verkehr
El Salvador liegt unweit der Provinzhauptstadt direkt an einer Landstraße, welche Guantánamo mit den nördlichen Municipios Moa bzw. Mayarí verbindet.